# Agility
 (février 2019).
Si vous disposez d'ouvrages ou d'articles de référence ou si vous connaissez des sites web de qualité traitant du thème abordé ici, merci de compléter l'article en donnant les références utiles à sa vérifiabilité et en les liant à la section « Notes et références ».
L'agility (signifiant tout simplement « agilité » en anglais), ou agilité, est un sport canin, dans lequel le chien évolue sur un parcours d'obstacles sous la conduite de son maître. On peut en faire en club comme chez soi.  

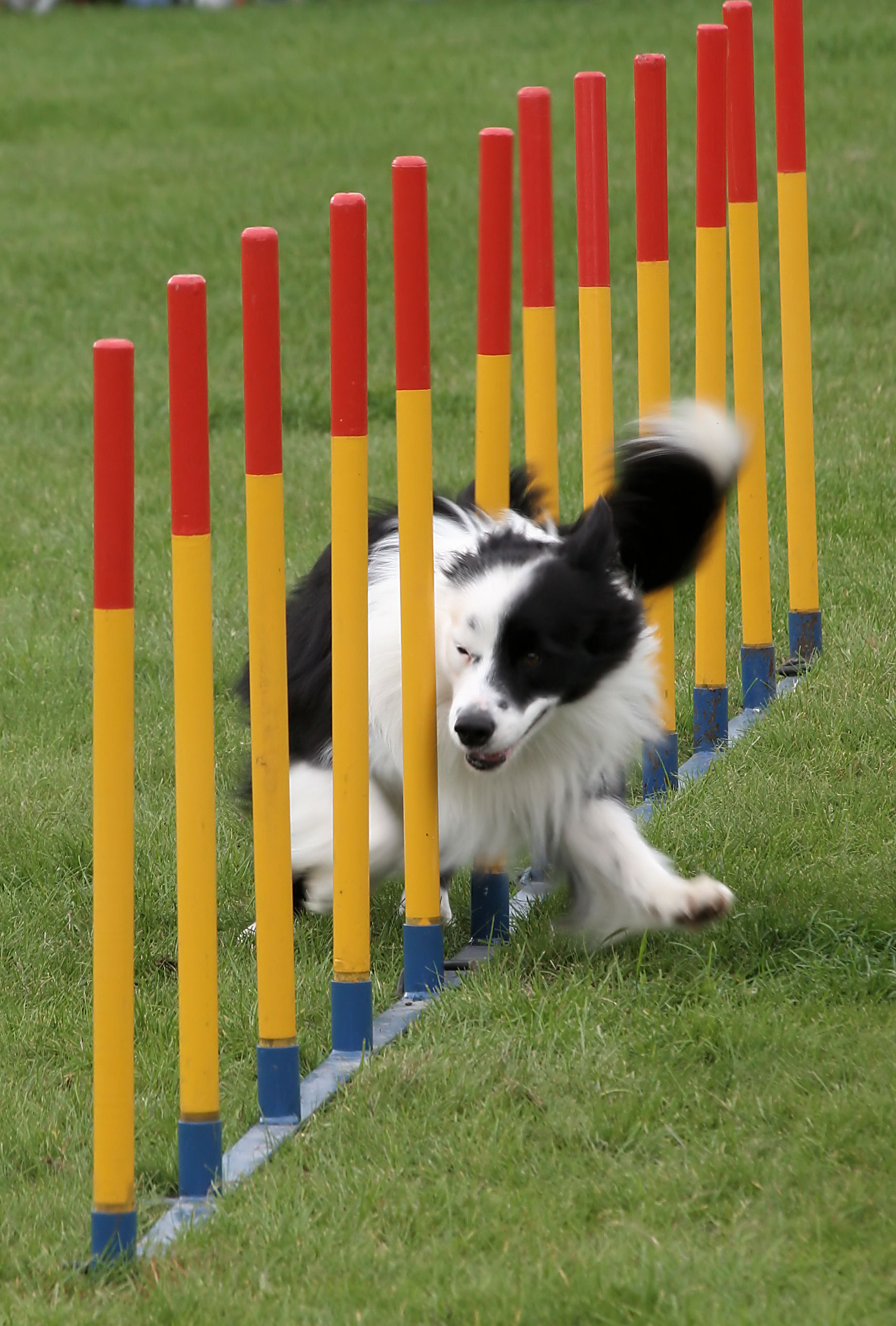
Border collie au slalom

## Catégories de chiens
Dans les compétitions internationales de la FCI, il existe quatre catégories. Chaque chien, en fonction de sa taille, devra concourir dans les catégories suivantes :
- S = chien de moins de 35 cm au garrot ;
- M = chien de 35 cm et moins de 43 cm ;
- I = chien de 43 cm et moins de 48 cm ;
- L = chien de 48 cm et plus.

Jusqu'en 2022, la France avait ajouté au règlement de la Fédération cynologique internationale (FCI) une quatrième catégorie (D), selon une liste évolutive, pour permettre à tous les chiens de pratiquer l'agility en compétition. Quelques cas particuliers sont pris en compte pour le classement de certaines races dans les catégories A, B et C.

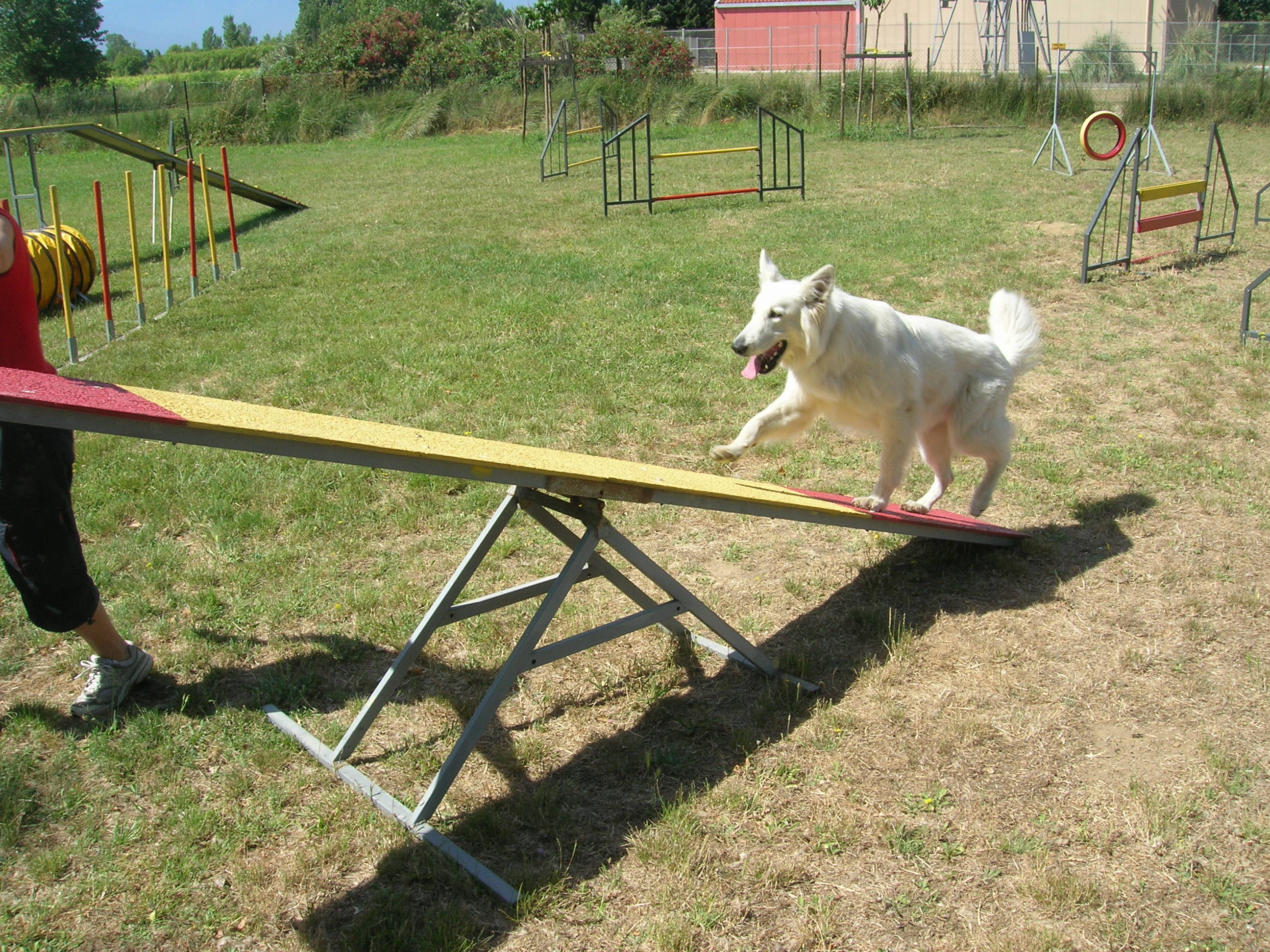
Montée du chien en respectant la zone
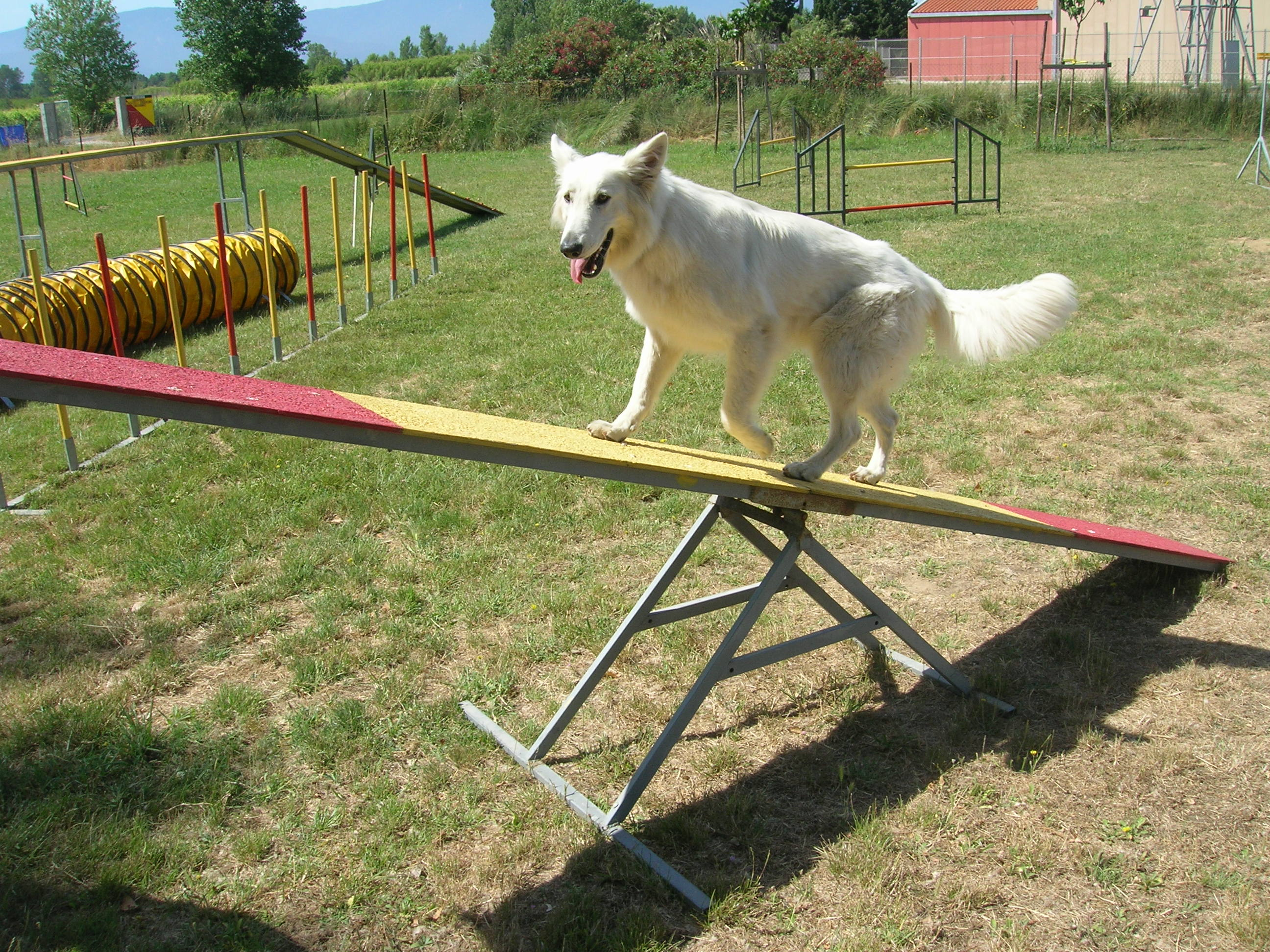
Passage de l'axe de la balançoire
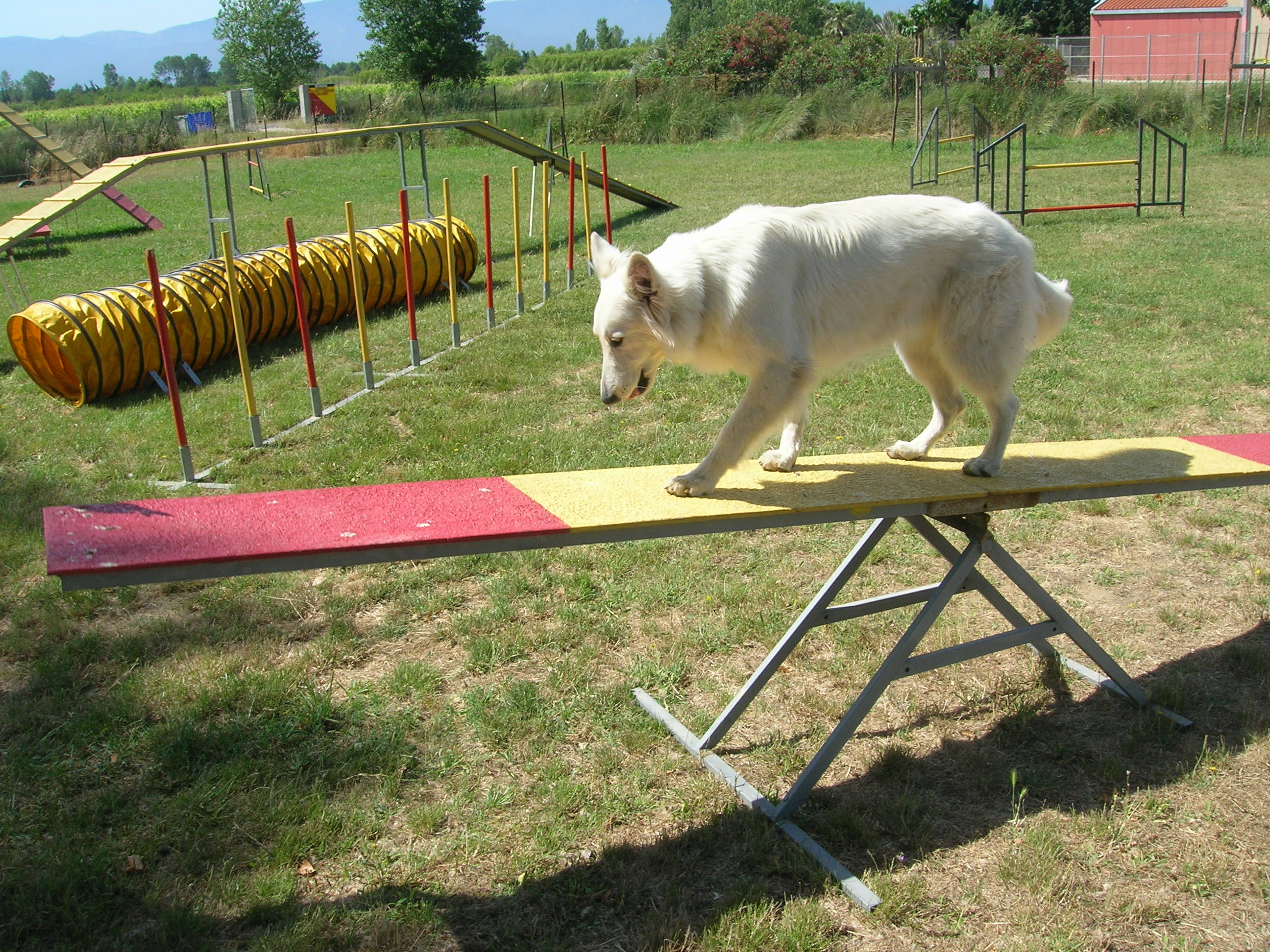
Attente du basculement
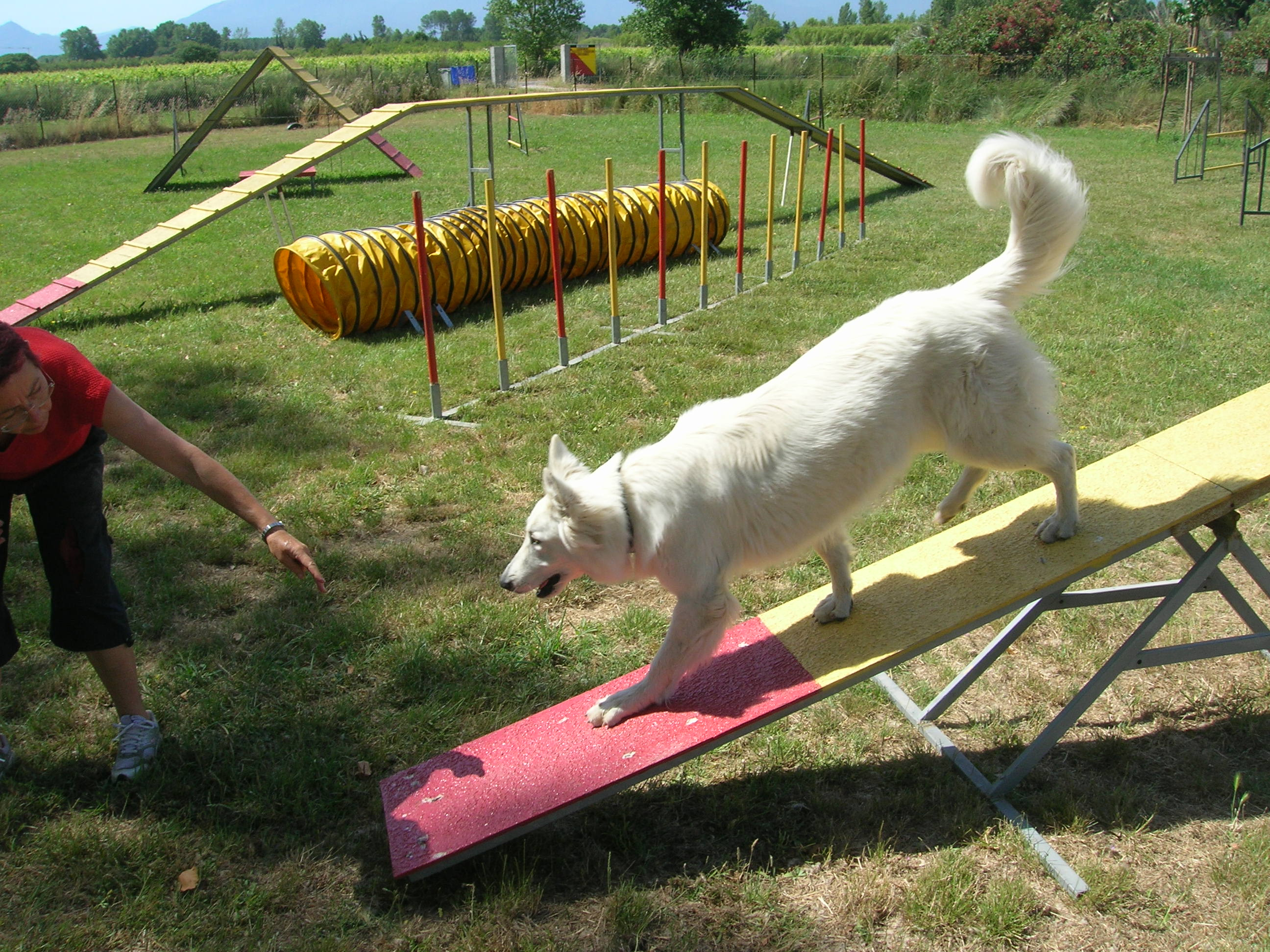
Descente du chien en respectant la zone

### Sauts

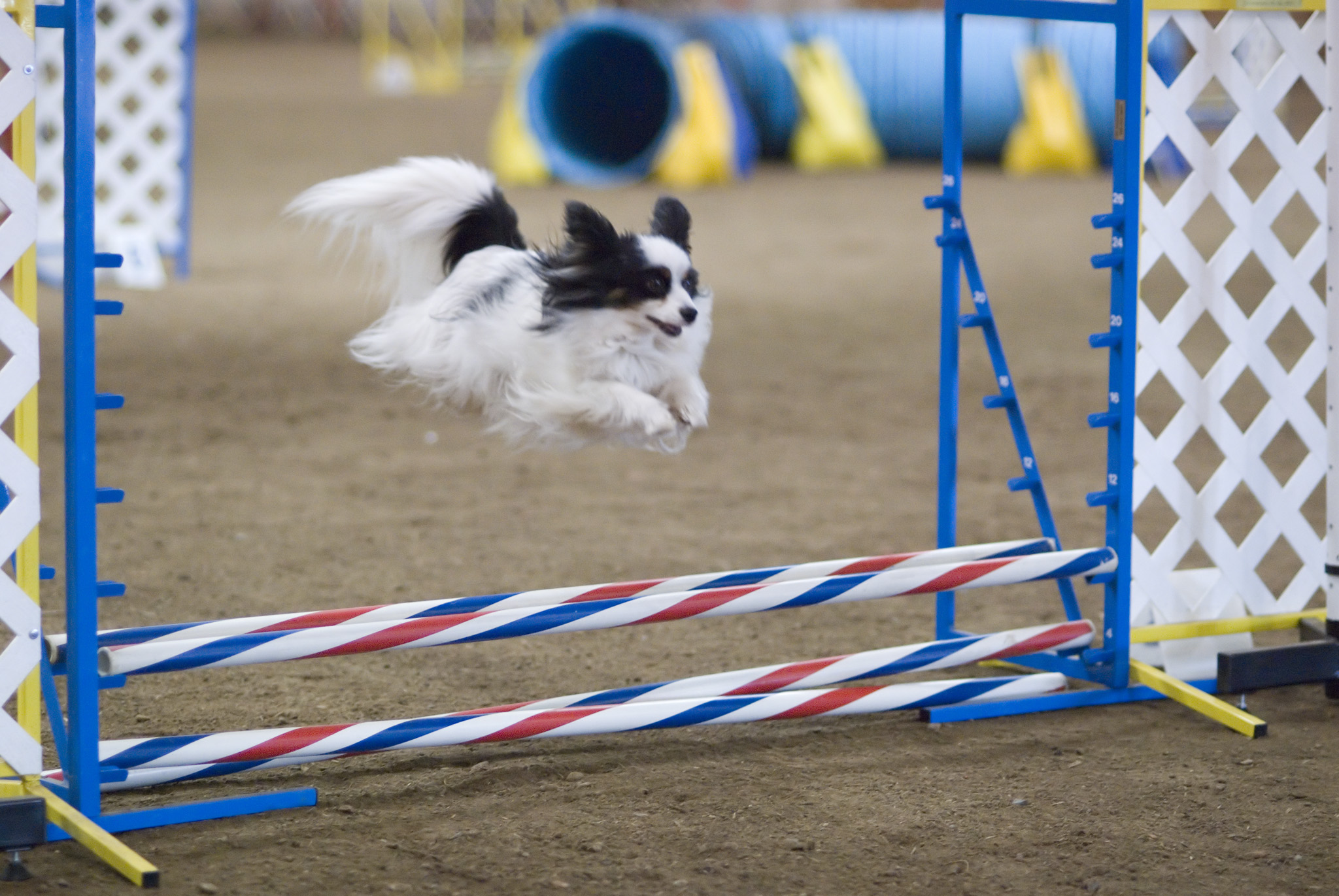
Épagneul nain papillon franchissant une haie double ou Oxer.

#### Haie simple
- Barres : largeur 120 à 150 cm
- Diamètre des barres 3 à 5 cm.
- Hauteur : suivant les catégories :
  - S : 25 à 30 cm
  - M : 35 à 40 cm
  - I :  45 à 50 cm
  - L : 55 à 60 cm

Une haie simple est muni de deux barres. Les barres en métal et en bois sont interdites, elles doivent être en plastique. La barre doit pouvoir tomber facilement.
Les haies peuvent être construites de façons différentes entre les montants :
Panneaux à claire-voie - Panneaux avec balais, qui comporteront toujours une barre de chute en partie supérieure.
Les ailes des haies doivent être construites de manière à interdire le passage du chien. Les ailes d’une haie doivent être indépendantes l’une de l’autre et avoir une hauteur minimum de 1 mètre côté support de barres.

#### Oxer
L'Oxer (ou haie double) est réalisé par assemblage de deux haies simples à barres uniquement. La mise en place doit se faire en ligne droite par rapport à l’obstacle précédent. Un différentiel de 10 cm de hauteur sur la barre de la haie arrière par rapport à la première haie de l’oxer.
Hauteur et largeur : suivant les catégories :
- S : 30 cm en hauteur et 30 cm maxi en profondeur.
- M : 40 cm en hauteur et 40 cm maxi en profondeur.
- I : 50 cm en hauteur et 45 cm en profondeur.
- L : 60 cm en hauteur et 50 cm en profondeur.

## Préparation du parcours
Pour un concours officiel, il doit être mis à disposition du juge :
- sauts : minimum 13 haies, 1 pneu ouvrable ou fermé, 1 mur ou viaduc, 1 saut en

longueur.
- zones de contacts : 1 passerelle, 1 palissade, 1 balançoire.
- autres obstacles : 1 slalom, 2 tunnels rigides. Sauf cas de force majeure, aucun agrès ne sera remplacé pendant une épreuve.

Les obstacles obligatoires sur une épreuve « agility » :
- Le slalom ; tunnels rigides  ; obstacles à zones ; Haies simples.

Les obstacles obligatoires sur une épreuve « jumping » :
- Le slalom ; les haies ; tunnels rigides.

Les obstacles ne doivent présenter aucun danger pour le chien et leurs dimensions doivent être conformes aux prescriptions.
La disposition, la qualité et le nombre des obstacles déterminent la complexité et la rapidité du parcours qui doivent permettre une évolution aisée et sans heurts du chien. L'imagination du juge est cependant bridée par les aspects réglementaires. Ils fixent des limites d'une part à la longueur du parcours et d'autre part au nombre, qualité et disposition des obstacles selon la catégorie des chiens.
Le juge mesure avec précision la longueur L(m) et choisit la vitesse d'évolution V(m/s) en fonction du niveau de l'épreuve et de la complexité du parcours. Le temps de parcours standard TPS(s) est calculé selon la formule : {\displaystyle TPS(s)=L(m)/V(m/s)}.
Il reste alors à déterminer le temps maximum de parcours TMP(s) qui sert de référence pour l'octroi des pénalités. Il sera, sans être inférieur à 1,5 fois le temps de parcours standard, généralement le double de ce dernier.
Chaque seconde qui dépasse le TPS donne un point de pénalité. Au-delà du TMP, l'équipe ne sera pas classée.

## Jugements
Tous les jugements sont sans appel.

### Les fautes d'ordre général
Le départ
Le chien, dès la sortie du sas, doit marcher sous le contrôle du maître, mais peut-être amené en laisse. 
Une seule mise en place est accordée au conducteur (sauf pour l'équipe qui débute). 
Une seconde mise en place par manipulation du chien entraîne l'élimination. 
Le conducteur qui prend son chien par la peau du cou pour le mettre au départ est éliminé de l'épreuve pour maltraitance à animaux.
- Le conducteur ne doit pas passer entre les poteaux de « départ » et « d'arrivée ». S'il le fait, il se verra pénalisé de 5 points, et de plus le chronomètre se déclenchera dès son passage.
- Une fois la ligne de départ franchie, le maître ne peut la franchir en sens inverse et retourner à son chien (1 faute).
- Le maître et le chien entrent en contact sur le parcours (1 faute).
- Le conducteur touche un obstacle (1 faute).